# Annelöv
Annelöv est une localité suédoise située dans la commune de Landskrona en Scanie.
Sa population était de 461 habitants en 2019.